# Vos̄ūqābād
Vos̄ūqābād (persiska: وثوق‌آباد) är en ort i Iran.   Den ligger i provinsen Qazvin, i den nordvästra delen av landet, 140 km nordväst om huvudstaden Teheran. Vos̄ūqābād ligger 1 361 meter över havet och antalet invånare är 452.
Terrängen runt Vos̄ūqābād är platt åt sydväst, men åt nordost är den kuperad. Runt Vos̄ūqābād är det ganska tätbefolkat, med 108 invånare per kvadratkilometer. Närmaste större samhälle är Qazvin, 6,3 km sydväst om Vos̄ūqābād. Trakten runt Vos̄ūqābād består i huvudsak av gräsmarker.